# クローバーフィールド・パラドックス
『クローバーフィールド・パラドックス』（原題：The Cloverfield Paradox）は、2018年制作のアメリカ合衆国のSFホラー映画。
『クローバーフィールド/HAKAISHA』の前日譚に当たる作品。制作費用がかさみ過ぎたために劇場公開は断念され、2018年2月4日にNetflixで独占公開された。後に本作を収録したDVD版が発売された。

## あらすじ
近未来。国際宇宙ステーションでは、世界各国の科学者たちが地球のエネルギー危機を解決するための実験を行っていた。
その最中、実験中のある事故により次元のずれが生じ、不可解な現象が次々と発生、やがて恐ろしい事態が起きる。

## キャスト
※括弧内は日本語吹替
- エヴァ・ハミルトン：ググ・バサ＝ロー（中村千絵）
- キール：デヴィッド・オイェロウォ（楠大典）
- エルンスト・シュミット：ダニエル・ブリュール（内田夕夜）
- モンク・アコスタ：ジョン・オーティス（後藤敦）
- マンディ：クリス・オダウド（桐本拓哉）
- ヴォルコフ：アクセル・ヘニー（志賀麻登佳）
- タム：チャン・ツィイー（弓場沙織）
- ミーナ・ジェンセン：エリザベス・デビッキ（小松由佳）
- マイケル・ハミルトン：ロジャー・デイヴィス（小松史法）
- モリー：クローヴァー・ニー
- マーク・スタンブラー：ドナル・ローグ
- 声の出演：ケン・オリン
- 声の出演：サイモン・ペッグ
- 声の出演：グレッグ・グランバーグ